# Єгоровка (Біжбуляцький район)
Єго́ровка (рос. Егоровка, башк. Егоровка) — присілок у складі Біжбуляцького району Башкортостану, Росія. Входить до складу Базлицької сільської ради.
Населення — 64 особи (2010; 85 в 2002).
Національний склад:
- чуваші — 74 %